# آرامگاه امامزاده سلطان احمد مهوید
آرامگاه امامزاده سلطان احمد، بنایی تاریخی است مربوط به دوره قاجار که در روستای مهوید از توابع دهستان باغستان بخش مرکزی شهرستان فردوس واقع شده‌است.
این اثر در تاریخ ۱۳ بهمن ۱۳۸۸ با شمارهٔ ثبت ۲۹۳۳۲ به‌عنوان یکی از آثار ملی ایران به ثبت رسیده است.